# Pica hiperbòria
Ochotona hyperborea és una espècie de pica de la família dels ocotònids que viu al nord d'Àsia (des dels Urals al nord del Japó, incloent-hi Mongòlia, Manxúria i Corea del Nord).

## Subespècies
- Ochotona hyperborea cinereoflava
- Ochotona hyperborea coreana
- Ochotona hyperborea ferruginea
- Ochotona hyperborea mantchurica
- Ochotona hyperborea normalis
- Ochotona hyperborea uralesis
- Ochotona hyperborea yesoensis
- Ochotona hyperborea yoshikurai